# YTN 뉴스퀘어 8PM
《YTN 뉴스퀘어 8PM》은 대한민국 YTN에서 매일 저녁 7시 50분에 방송되는 YTN의 저녁 종합뉴스 프로그램이다.

## 방송 시간
- 현재 방송 시간은 2024년 6월 17일부터 기준으로 한다.

| 방송 채널 | 방송 기간                          | 방송 시간                                                                          |
| --------- | ---------------------------------- | ---------------------------------------------------------------------------------- |
| YTN       | 1995년 3월 1일 ~ 2011년 5월 29일   | 매일 저녁 8시 ~ 밤 9시 (1시간)                                                     |
| YTN       | 2017년 6월 1일 ~ 2018년 10월 16일  | 매일 저녁 8시 ~ 밤 9시 (1시간)                                                     |
| YTN       | 2011년 6월 4일 ~ 2014년 10월 26일  | 주말 저녁 8시 ~ 밤 9시 (1시간)                                                     |
| YTN       | 2014년 10월 27일 ~ 2017년 5월 31일 | 평일 저녁 8시 20분 ~ 밤 9시 (40분) 주말 저녁 8시 ~ 밤 9시 (1시간)                  |
| YTN       | 2018년 10월 17일 ~ 2018년 12월 2일 | 평일 저녁 7시 45분 ~ 밤 9시 (1시간 15분) 주말 저녁 8시 ~ 밤 9시 (1시간)            |
| YTN       | 2018년 12월 8일 ~ 2019년 4월 14일  | 주말 저녁 8시 ~ 8시 25분 (25분)                                                    |
| YTN       | 2019년 4월 15일 ~ 2020년 5월 31일  | 평일 저녁 7시 30분 ~ 밤 9시 (1시간 30분) 주말 저녁 8시 ~ 8시 25분 (25분)           |
| YTN       | 2020년 6월 1일 ~ 2021년 7월 11일   | 평일 저녁 7시 20분 ~ 8시 45분 (1시간 25분) 주말 저녁 7시 50분 ~ 8시 20분 (30분)    |
| YTN       | 2021년 7월 12일 ~ 2022년 6월 6일   | 평일 저녁 7시 ~ 8시 30분 (1시간 30분) 주말 저녁 7시 50분 ~ 8시 20분 (30분)         |
| YTN       | 2022년 6월 7일 ~ 2023년 3월 5일    | 평일 저녁 7시 ~ 8시 35분 (1시간 35분) 주말 저녁 7시 50분 ~ 8시 20분 (30분)         |
| YTN       | 2023년 3월 6일 ~ 2024년 4월 30일   | 평일 저녁 7시 ~ 8시 20분 (1시간 20분) 주말 저녁 7시 50분 ~ 8시 20분 (30분)         |
| YTN       | 2024년 5월 1일 ~ 2024년 6월 16일   | 평일 저녁 7시 50분 ~ 밤 9시 30분 (1시간 40분) 주말 저녁 7시 50분 ~ 8시 20분 (30분) |
| YTN       | 2024년 6월 17일 ~ 현재             | 평일 저녁 7시 50분 ~ 밤 9시 40분 (1시간 50분) 주말 저녁 7시 50분 ~ 8시 20분 (30분) |

## 앵커

### 남성
| 대수 | 진행자          | 진행 기간                         | 비고  |
| ---- | --------------- | --------------------------------- | ----- |
| 1대  | 변상욱 앵커     | 2019년 4월 15일 ~ 2022년 4월 22일 | [ 2 ] |
| 2대  | 함형건 기자     | 2022년 4월 25일 ~ 2024년 4월 1일  |       |
| 3대  | 정진형 아나운서 | 2024년 4월 2일 ~ 2025년 1월 3일   |       |
| 4대  | 김명근 아나운서 | 2025년 1월 6일 ~ 현재             |       |

### 여성
| 대수 | 진행자          | 진행 기간                          | 비고  |
| ---- | --------------- | ---------------------------------- | ----- |
| 1대  | 류주현 아나운서 | 2014년 10월 27일 ~ 2017년 5월 31일 |       |
| 2대  | 박상연 아나운서 | 2017년 6월 1일 ~ 2017년 7월 14일   |       |
| 3대  | 차현주 아나운서 | 2017년 7월 17일 ~ 2018년 11월 30일 |       |
| 4대  | 안보라 아나운서 | 2019년 4월 15일 ~ 2019년 9월 27일  |       |
| 5대  | 안귀령 아나운서 | 2019년 9월 30일 ~ 2022년 1월 7일   |       |
| 6대  | 윤보리 아나운서 | 2022년 1월 10일 ~ 2024년 4월 30일  | [ 3 ] |
| 7대  | 이은솔 아나운서 | 2024년 5월 1일 ~ 2025년 1월 3일    |       |
| 8대  | 유다원 아나운서 | 2025년 1월 6일 ~ 현재              |       |

## 타이틀 변천사
| 역대 | 타이틀                                    | 방송 기간                         |
| ---- | ----------------------------------------- | --------------------------------- |
| 1기  | YTN 24                                    | 1995년 3월 1일 ~ 2017년 5월 31일  |
| 2기  | YTN 이브닝 8 뉴스 (평일) YTN 24 (주말)    | 2017년 6월 1일 ~ 2018년 12월 2일  |
| 3기  | YTN 24                                    | 2018년 12월 8일 ~ 2019년 4월 14일 |
| 4기  | YTN 뉴스가 있는 저녁 (평일) YTN 24 (주말) | 2019년 4월 15일 ~ 2023년 3월 5일  |
| 5기  | YTN 24                                    | 2023년 3월 6일 ~ 2023년 7월 9일   |
| 6기  | YTN 뉴스라운지 (평일) YTN 24 (주말)       | 2023년 7월 10일 ~ 2024년 4월 1일  |
| 7기  | YTN 24                                    | 2024년 4월 2일 ~ 2024년 4월 30일  |
| 8기  | YTN 뉴스퀘어 8PM (평일) YTN 24 (주말)     | 2024년 5월 1일 ~ 현재             |

## 경쟁 뉴스 프로그램
- KBS 뉴스 9 (KBS 1TV)
- MBC 뉴스데스크 (MBC TV)
- SBS 8 뉴스 (SBS TV)
- OBS 뉴스 730, 독특한 연예뉴스, 오늘의 월드뉴스 (OBS경인TV)
- 사건반장 (JTBC)
- MBN 뉴스7 (MBN)
- 뉴스A (채널A)
- 뉴스프라임 (연합뉴스TV)